# Lake II
Lake II is het tweede studioalbum van de Duits/Britse muziekgroep Lake.

## Achtergrond
De band had enige bekendheid gekregen in de Verenigde Staten door hun single Time bomb en kon daardoor dit album deels in Amerika opnemen. Thuisbasis bleef vooralsnog Duitsland. Opnamen vonden plaats in
- Hamburg: Russl Studios
- Wales, Rockfield Studios
- Caribou Ranch, Colorado.

In die laatste geluidsstudio werd samengewerkt met James William Guercio, muziekproducent van Chicago en Blood, Sweat & Tears. Carl Wilson van The Beach Boys zong een partijtje mee op Red Lake. Lake haalde met dit album de 27e plaats in de Duitse albumlijst, maar de rest van de wereld liet Lake II links liggen. Lake toerde de hele maand april 1978 door Duitsland, ze waren van oktober tot en met december 1977 in de VS bezig geweest.
Ter promotie van het album verschenen twee singles. Leters of love en See the glow haalden nergens de hitparades. Het succes van Time bomb werd nergens meer geëvenaard.

## Musici
- James Hopkins-Harrison – zang
- Alex Conti – gitaar, zang
- Martin Tiefensee – basgitaar
- Geoffrey Peacey – toetsinstrumenten, zang en gitaar
- Detlef Petersen – toetsinstrumenten, zang
- Dieter Ahrendt – slagwerk, percussie

## Muziek
| Nr. | Titel                                            | Duur |
| --- | ------------------------------------------------ | ---- |
| 1.  | Welcome to the west (Petersen, Hopkins-Harrison) | 5:60 |
| 2.  | See them glow (Petersen, Hopkins-Harrison)       | 4:58 |
| 3.  | Letters of love (Petersen, Hopkins-Harrison)     | 3:38 |
| 4.  | Red Lake (Peacey, Hopkins-Harrison)              | 4:55 |
| 5.  | Love’s a jailer (Petersen, Hopkins-Harrison)     | 4:29 |
| 6.  | Lost by the wayside (Peacey, Hopkins-Harrison)   | 4:24 |
| 7.  | Highway 216 (Petersen, Hopkins-Harrison)         | 3:36 |
| 8.  | Angel in disguise (Petersen, Hopkins-Harrison)   | 4:26 |
| 9.  | Scoobie doobies (Peacy, Hopkins-Harrison)        | 7:45 |